# Lee Slater Overman
Lee Slater Overman (3 janvier 1854 - 12 décembre 1930) est un sénateur américain appartenant au Parti démocrate et en activité en Caroline du Nord de 1903 à 1930. Il est le premier sénateur américain à être élu au suffrage universel dans cet État. Il est sénateur jusqu'à sa mort en 1930, deux ans après le début de son cinquième mandat de sénateur.

## Enfance et éducation
Overman naît à Salisbury. Il est le fils de William H. et Mary E. Slater Overman. Il fréquente le Trinity College (aujourd'hui Duke University), dont il est diplômé en 1874 et où il fréquente la fraternité Chi Phi. Après avoir obtenu son diplôme du Trinity College, il enseigne à l'école Winston-Salem pendant deux ans, puis obtient une maîtrise du Trinity College.

## Carrière
Il se rapproche rapidement de Zebulon Baird Vance, qui est l'un des principaux opposants à la Reconstruction dans l'État de Caroline du Nord. Il devient l’assistant personnel de Vance quand ce dernier est élu au poste de gouverneur et se lance ainsi dans la vie politique. Overman est alors élu pour la première fois à la Chambre des représentants de Caroline du Nord. 
En 1914, Overman devient le premier sénateur américain de Caroline du Nord à être élu au suffrage universel, après l'adoption du 17e amendement de la Constitution des États-Unis en 1913, qui instaure l'élection populaire des sénateurs. En 1902 et 1909, Overman avait déjà été nommé sénateur par la législature de l'État. Les plus grandes réformes soutenues par Overman sont les intérêts des entreprises et la réforme du travail. Les politiques économiques d'Overman sont généralement plutôt progressistes.
Après la guerre, Overman s’implique dans l'enquête sur les propagandes allemande et bolchévique et joue un rôle dans la première peur rouge en 1919 et 1920. Il veut contenir ces politiques afin que les gens ne s'en rendent pas compte et ne vivent pas dans la peur. Il rédige et présente la loi Overman de 1918, qui donne au président Woodrow Wilson les pleins pouvoirs sur les agences gouvernementales en temps de guerre. Overman préside un comité sénatorial après la Première Guerre mondiale pour enquêter sur ce qu’il s’est passé pendant la première peur rouge. Ce comité est souvent considéré comme un précurseur du House Un-American Activities Committee.
En 1922, Overman est un des détracteurs du projet de loi anti-lynchage Dyer. Dans son long discours, il déclare que le projet de loi est une tentative de consolider l'emprise républicaine sur le vote des Noirs du Nord des États-Unis et que les Noirs ignorants du Sud interpréteraient le projet de loi comme une autorisation de commettre des crimes à leur tour.